# Walburga

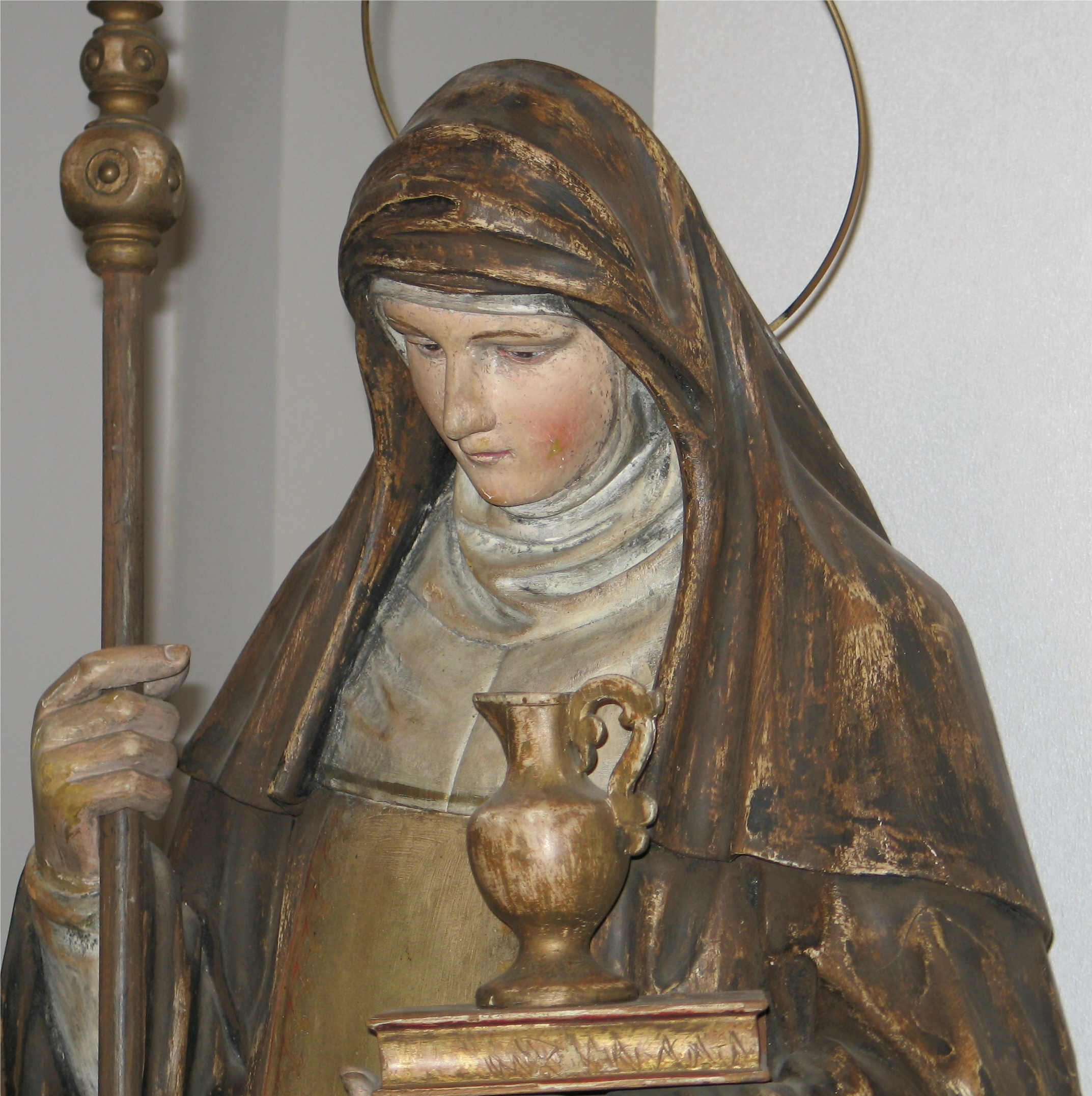
Statue der heiligen Walburga in der Kirche zu Contern

Walburga (auch Walburg, Waltpurde, Walpurgis, Walpurga, Valborg, in Frankreich Vaubourg, Falbourg, im normannischen Le Perche Gauburge) (* mutmaßlich um 710 im südenglischen Wessex; † mutmaßlich 25. Februar 779, nach anderen Quellen 780 in Heidenheim) war eine angelsächsische Benediktinerin und Äbtissin des Klosters Heidenheim. Walburga gilt als die Tochter des westsächsischen christlichen Königs Richard im angelsächsischen Königreich Wessex und wird von den meisten Quellen als eine Nichte des heiligen Bonifatius angesehen. In der katholischen und orthodoxen Kirche wird sie als Heilige verehrt.

## Leben und Wirken

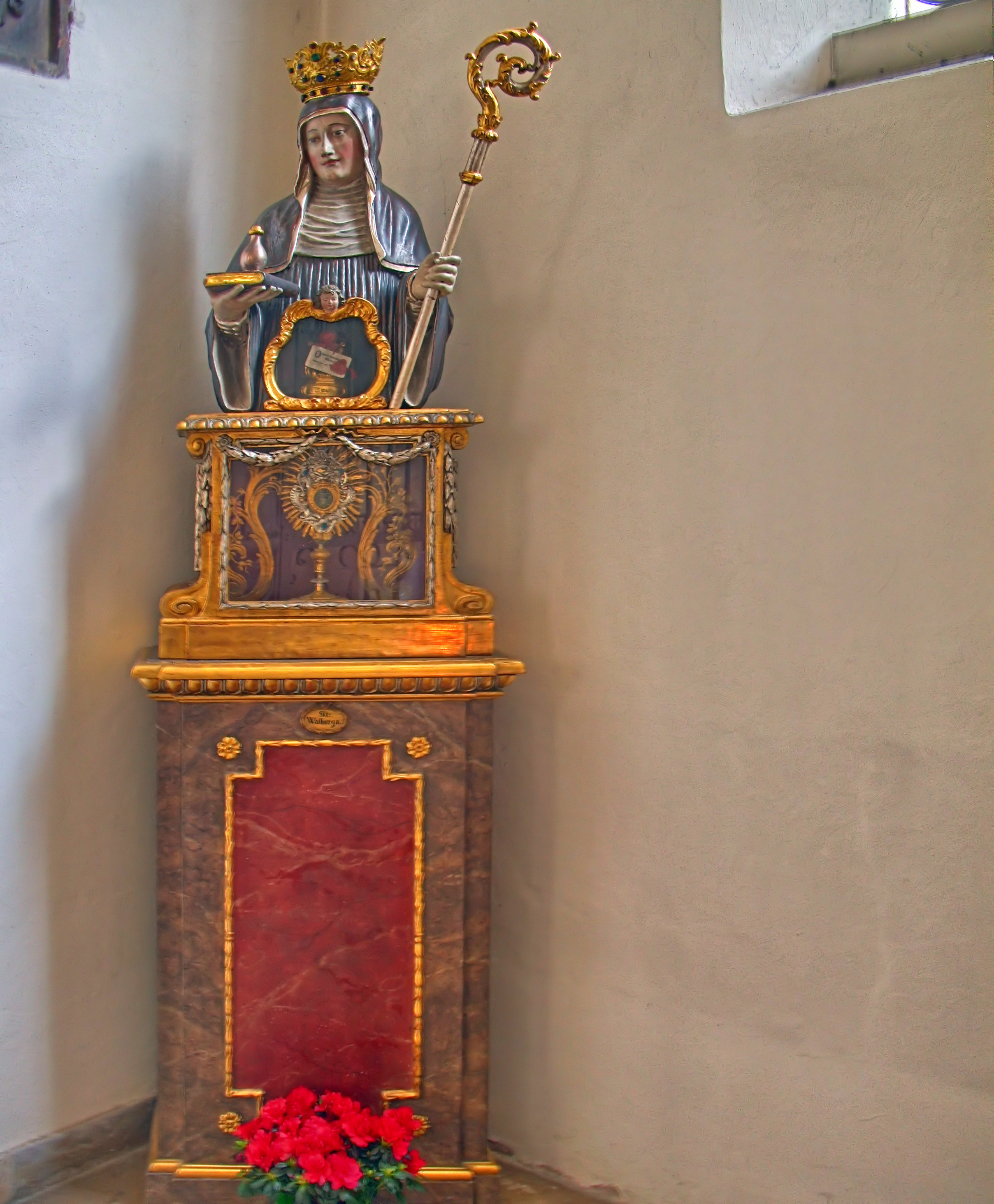
Bildnis in der Pfarrkirche Alter Peter in München

Walburga wurde um das Jahr 710 als eines von vielen Kindern einer wohlhabenden englischen Familie in Devon (Wessex) geboren. Die königliche Abstammung, nach der sie die Tochter von König Richard dem Angelsachsen und seiner Frau Wuna oder Wina war, ist nicht sicher belegt, eine begüterte oder vielleicht sogar privilegierte gesellschaftliche Stellung ihrer Familie kann jedoch durchaus angenommen werden. Früh verwaist, soll sie bereits im Alter von zehn oder elf Jahren in das Kloster von Wimborne in Dorset aufgenommen worden sein, zu dieser Zeit bekannt für seine Gelehrsamkeit und gute Ausbildung für junge Frauen aus der westsächsischen Oberschicht. Dort verbrachte Walburga rund 26 Jahre ihres Lebens und wurde von Äbtissin Tetta sorgfältig auf eine Aufgabe als Missionarin in den zu dieser Zeit weitgehend noch heidnisch geprägten deutschen Landen vorbereitet.
Beeindruckt mag es sie haben, als ihre beiden Brüder Wunibald und Willibald von Eichstätt dem Ruf ihres Onkels Bonifatius auf das Festland gefolgt waren. Beide pilgerten zunächst nach Rom, Willibald sogar nach Jerusalem, den beiden bis heute bedeutendsten Wallfahrten des Christentums. Anschließend ließen sie sich im päpstlichen Auftrag im heutigen süddeutschen Raum nieder, um dort missionarisch tätig zu werden: Wunibald in Heidenheim (Mittelfranken) und Willibald in Eichstätt als Gründer des dortigen Bistums, dem er mehr als 45 Jahre lang bis zu seinem Tod 787 als Bischof vorstand.
Nachdem ihr Bruder Wunibald sie während eines Besuchs in der Heimat für die Mission hatte gewinnen können, überquerte auch Walburga den Ärmelkanal und ging vermutlich bei Antwerpen an Land. Bei dieser Überfahrt waren wohl auch die junge Nonne Hugeburc, die später eine Vita der Brüder Walburgas verfasste, Walburgas Verwandte Lioba und andere Nonnen zugegen. Die Fahrt verlief stürmisch und das Schiff geriet in Seenot. Der Legende nach soll Walburga die ganze Zeit im Gebet kniend an Deck verbracht haben, bis das Schiff heil in den Hafen von Antwerpen einlief. Daher gilt sie bis heute als Schutzpatronin der Seeleute und Schutzheilige gegen Sturm.
Ihre neue Heimat befand sich zunächst in Tauberbischofsheim, wo sie in dem von Lioba geleiteten Kloster lebte. Nach dem Tod ihres Bruders Wunibald von Heidenheim 761 übernahm Walburga das von ihm etwa zehn Jahre zuvor gegründete Männerkloster Heidenheim, einen wichtigen Missionsstützpunkt; wenig später kam ein Frauenkloster hinzu. Durch die Leitung dieses mächtigen Doppelklosters wurde Walburga zu einer der bedeutendsten Frauen des christlichen Europas. Der hl. Bonifatius, der 754 im friesischen Dokkum das Martyrium erlitt, gilt als einer der ersten, der gezielt Frauen in der Mission einsetzte.
Der Walpurgisbiograf Wolfhard von Herrieden berichtet rund 200 Jahre später von zwei Wundern, die Walburga in dieser Zeit gewirkt haben soll. Demnach soll sie einmal ein Kind mit Hilfe dreier Ähren vor dem Verhungern gerettet und ein anderes Mal erfolgreich einen tollwütigen Hund beruhigt haben. Auch von Krankenheilungen und der Rettung einer im Kindbettfieber danieder liegenden Wöchnerin wird berichtet. Daher gilt sie neben vielerlei anderen Zuständigkeiten auch als Schutzheilige gegen Krankheiten und Seuchen, Tollwut, Hungersnot und Missernte sowie als Patronin der Kranken und der Wöchnerinnen, aber auch der Bauern.
Der genaue Todestag Walburgas ist nicht eindeutig belegbar. Das von den Heidenheimer Klosterannalen auf den 25. Februar 779 festgelegte Sterbedatum ist umstritten, in Frage käme auch das Jahr 780. Ihr Bruder Willibald, Bischof von Eichstätt, spendete ihr der Überlieferung zufolge die Sterbesakramente. Die beiden Klöster in Heidenheim fielen an ihn zurück und wurden später aufgelassen. Walburga wurde zunächst an ihrem Sterbeort in Kloster Heidenheim bestattet.

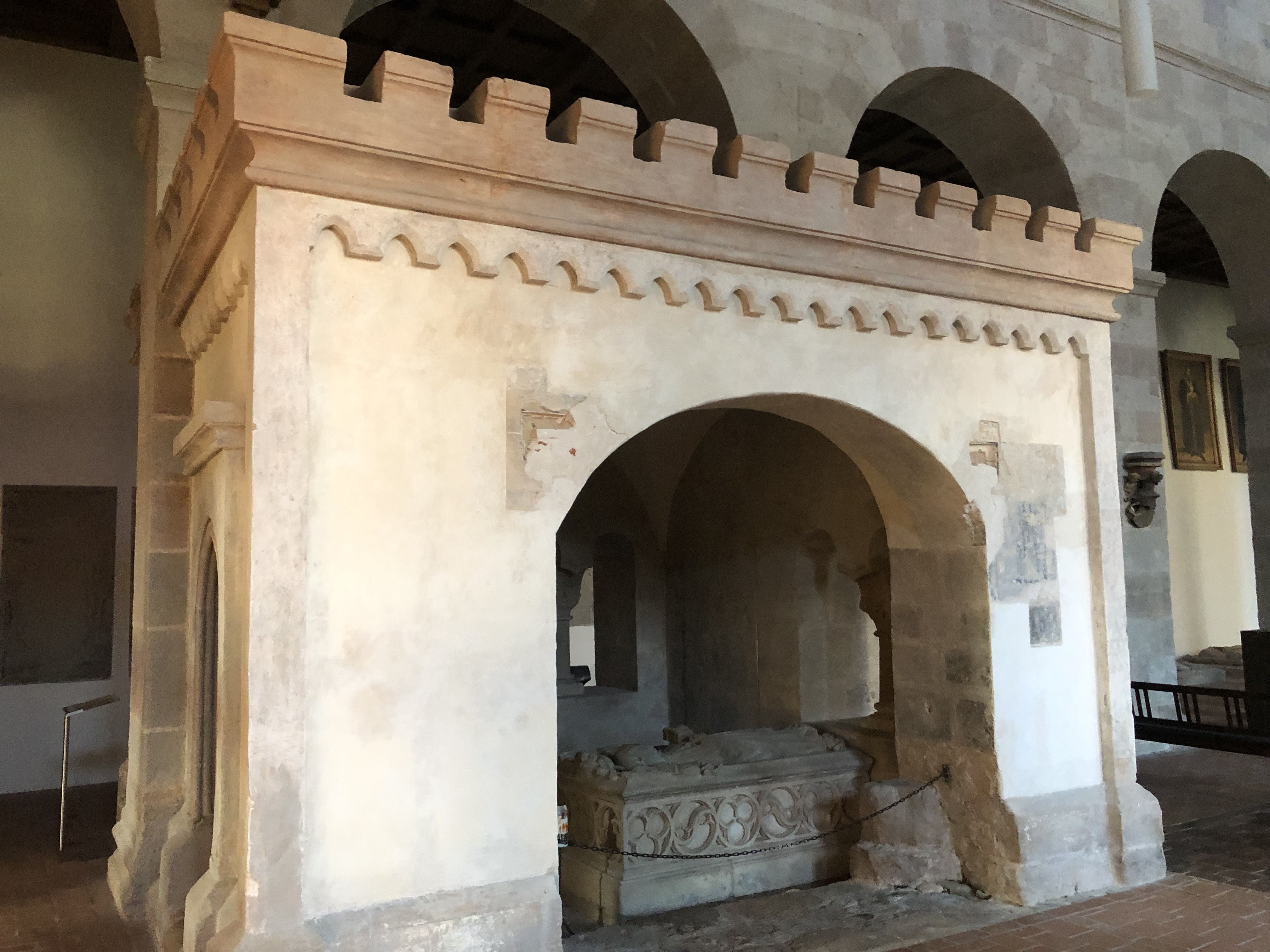
Walburgagrabmonument im Münster Heidenheim

## Verehrung

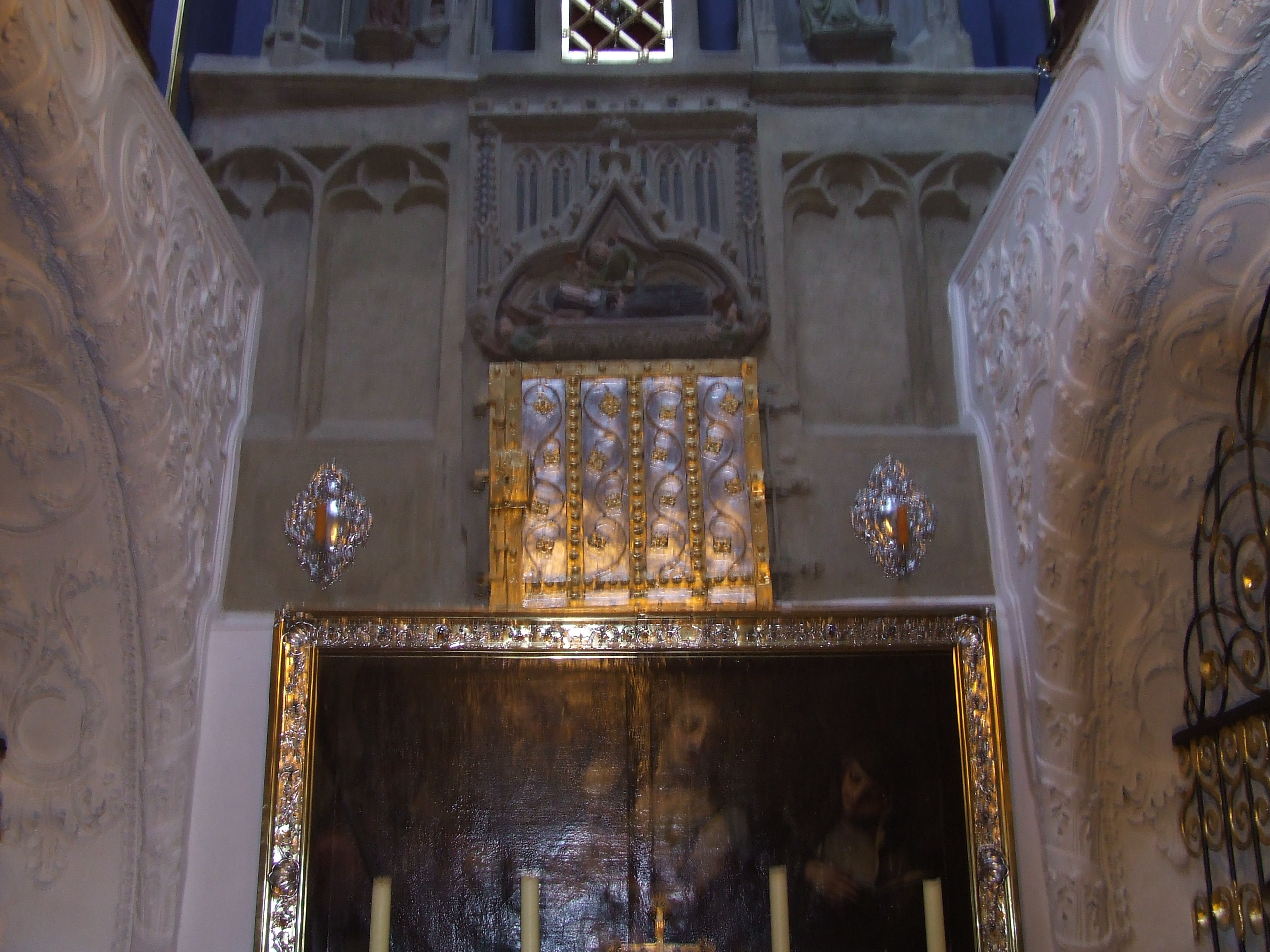
Die Krypta mit den Reliquien der heiligen Walburga im Kloster St. Walburg

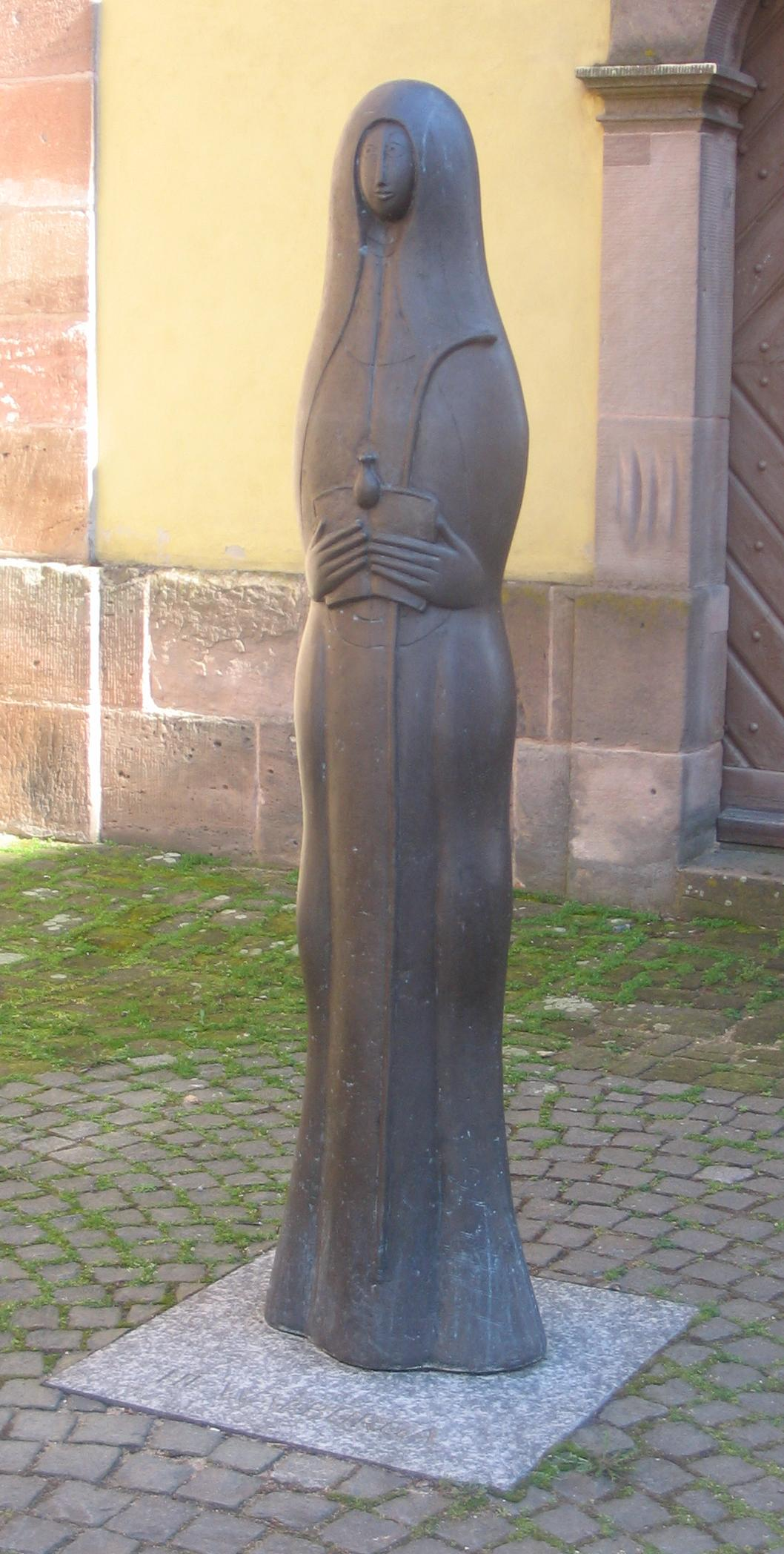
Statue von Ernst Steinacker in Wolframs-Eschenbach

Als Tag der Heiligsprechung Walburgas gilt der 1. Mai (um das Jahr 870 durch Papst Hadrian II.), anlässlich der von Bischof Otgar von Eichstätt veranlassten Umbettung ihrer Gebeine. Die Reliquien wurden zunächst in die Heilig-Kreuz-Kirche Eichstätt überführt, dann aber in die Abtei St. Walburg in Eichstätt, wo sie sich bis heute befinden.
In der Folgezeit wurde der aufblühende Reliquienkult um Walburga vor allem durch den Benediktinerorden, Bischöfe und Adel forciert und gefördert, um ein Gegengewicht zu den beliebten Volksheiligen zu setzen und den Führungsanspruch des Adels innerhalb der christlichen Welt dauerhaft zu festigen. Einen Höhepunkt erreichte der Walburgakult im 11. Jahrhundert unter dem Kölner Erzbischof Anno II., der Walburgas Hirnschale und Reisestab um 1069 nach Berg (später Walberberg) verbrachte; dort befinden sich diese Reliquien in der Pfarrkirche des Ortes.
Bereits im Jahr 893 hatte die Nonne Liubila zusammen mit ihrer Schwester Gerlind ein Kloster in Monheim gegründet, stellte es unter den Schutz der heiligen Walburga und erbat sich hierfür Reliquien. Hauptsächlich im ausgehenden Mittelalter, das durch schwere Seuchen und Hungerepidemien geprägt war, wurde Walburga vielfach als Nothelferin und Schutzpatronin vor allem in Deutschland sowie im nördlichen Frankreich angerufen. Reliquien und Wallfahrtsstätten der Heiligen finden sich nicht nur in Eichstätt, Monheim und Walberberg, sondern u. a. auch in Köln, in Overath, im Eifelort Usch, an Orten in Österreich und der Schweiz, in den Niederlanden sowie besonders häufig in der Normandie und in belgischen Städten wie Antwerpen, Oudenaarde und Veurne. Die hl. Walburga wurde insbesondere von Nonnen verehrt, so auch im Stift Essen. Auf dem Deckel des Theophanu-Evangeliars steht sie der Äbtissin Theophanu bei. Auch im Damenstift Meschede wurden bereits seit dem 10. Jahrhundert Reliquien der Heiligen verehrt. Selbst in kleinen Dörfern und auf Bergen finden sich vor allem sogenannte Walpurgiskapellen als bis heute beliebte Wallfahrtsziele. An den Küsten Flanderns und der Normandie erbat sich die bedrängte Bevölkerung von Walburga Beistand gegen marodierende Piraten. Einige Orte, deren Stadtpatronin die hl. Walburga ist, wie St. Walburga im westfälischen Werl, liegen an der Pilgerstrecke des Jakobsweges.

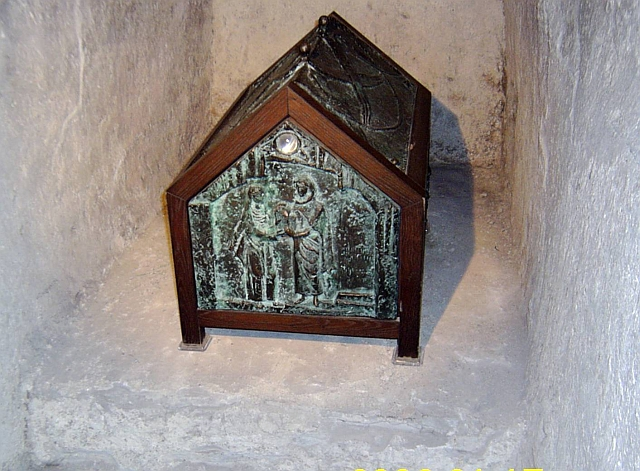
Walburgaschrein in der St.-Walburga-Kirche Meschede

Seit 1042 soll unter Walburgas Reliquienschrein alljährlich von Oktober bis Ende Februar eine Flüssigkeit, das sogenannte Walburgisöl, austreten. Pilger können es in Fläschchen abgefüllt im Kloster bekommen. Vor allem am 25. Februar, dem Gedenktag der hl. Walburga, strömen zahlreiche Pilger zu dem wundertätigen Schrein in Eichstätt. Seit dem 15. Jahrhundert wurde die hl. Walburga auch auf Gemälden stets mit dem Fläschchen abgebildet. 2000 schuf der mittelfränkische Bildhauer Ernst Steinacker vor der Walpurgiskapelle auf dem nach der hl. Walburga benannten Berg Walberla oder Ehrenbürg in Kirchehrenbach bei Forchheim eine moderne Bronzestatue der Schutzheiligen mit Reisestab und umgehängtem Ölfläschchen. 2011 ließ der Kriminalbiologe Mark Benecke eine Probe der Flüssigkeit untersuchen; es ist hartes Wasser mit einem neutralen pH-Wert.

## Gedenktage
- Katholisch: 25. Februar (Nicht gebotener Gedenktag im Regionalkalender für das deutsche Sprachgebiet)
  - in Eichstätt: Übertragung der Gebeine am letzten Sonntag im April
  - in Münster: Ankunft der Gebeine am 4. August
- Orthodox: 25. Februar bzw. 10. März
- Evangelisch: 25. Februar im Evangelischen Namenkalender.
- Im Mittelalter war der Tag ihrer Heiligsprechung als Gedenktag verbreitet. Daher wird die Nacht zum 1. Mai Walpurgisnacht genannt. Zudem wurde in Eichstätt die Übertragung der Gebeine am 25. Oktober gefeiert.[5]

## Nachwirkung
Neben den vielen Kirchen mit dem Patrozinium der heiligen Walburga (Walburgakirche) ist die Heilige Schutzpatronin mehrerer Krankenhäuser, etwa des St. Walburga-Krankenhauses in Meschede im Sauerland. Des Weiteren gibt es seit 1919 im sauerländischen Menden das Walburgisgymnasium – eine katholische, staatlich anerkannte Privatschule in Trägerschaft der Schwestern der hl. Maria Magdalena Postel.
Im Südtiroler Ultental gibt es die nach der heiligen Walburga benannte Ortschaft St. Walburg. Im rheinischen Vorgebirge sind ein Ort und ein Berg nach der Heiligen benannt. Als Mons sanctae walburgis wurde der Ort Walberberg (heute ein Stadtteil von Bornheim im Rheinland) erstmals im Jahre 1118 urkundlich erwähnt. Es ist davon auszugehen, dass mit der Überführung der Reliquien der heiligen Walburga auch die Ansiedlung als „Berg der heiligen Walburga“ bezeichnet wurde und somit bereits 1069 eine Namensänderung erfahren hat. Walberberg ist durch diese Reliquien bis heute ein Wallfahrtsort.

## Heraldik und Heiligenattribute
Die Heilige Walburga ist auch in der Heraldik eine Wappenfigur. Ihre Darstellung erfolgt zumeist stehend mit goldener Krone oder Nimbus und einem Schleier über einem weiten Gewand. In der rechten Hand hält sie ein Lilienzepter oder einen Krummstab; in der linken ein geschlossenes Buch, auf dem ein kleines Ölfläschchen steht.

Walburga im Wappen von Amby (Niederlande)
Walburgis im Wappen von Wormbach (Sauerland)
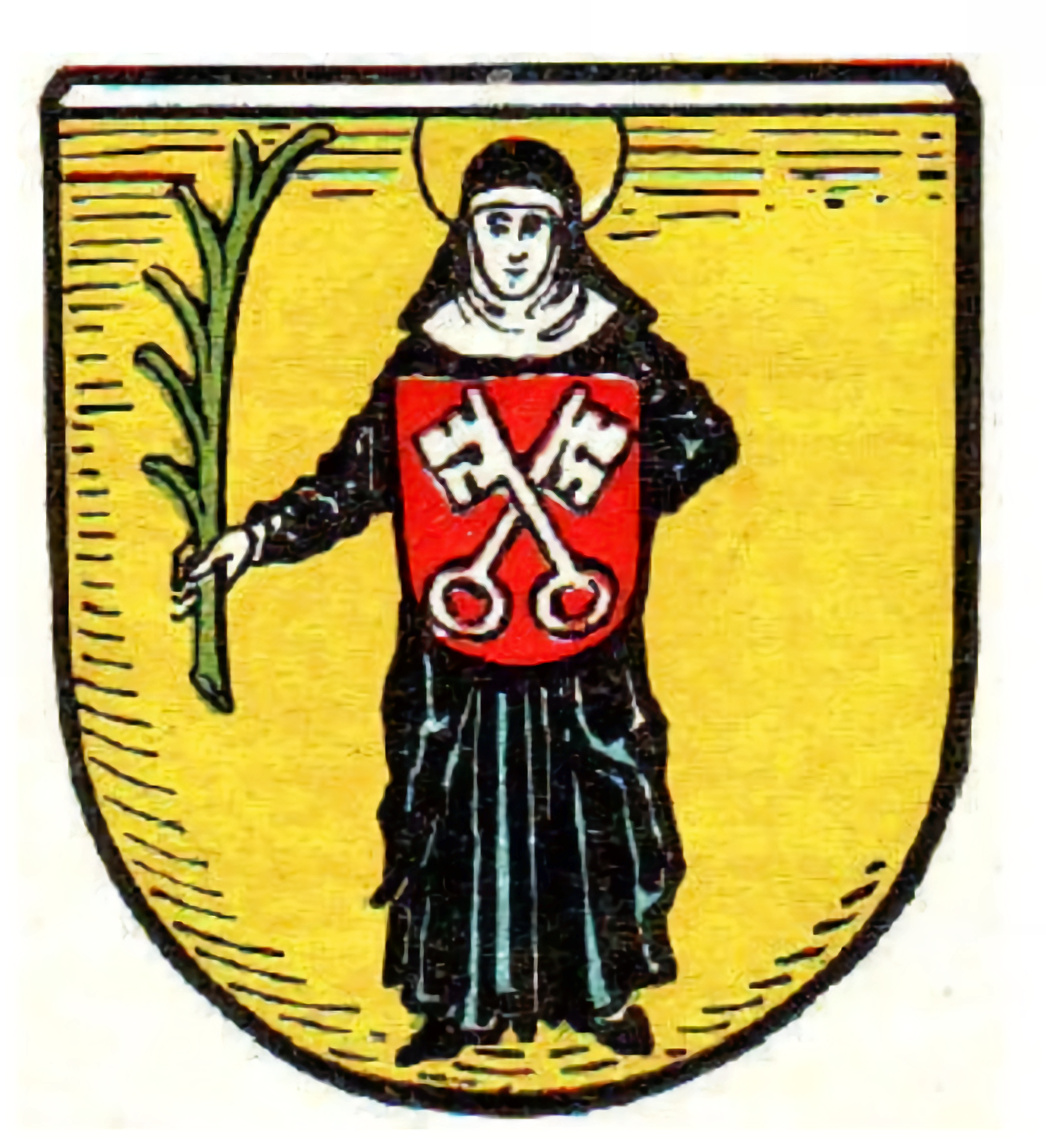
Wappen und Siegel von Hausberge (heute: Porta Westfalica)

Ihre Heiligenattribute sind ein Ölfläschchen, meist auf einem Buch stehend, Blütenzweig oder (drei) Ähren.

## Münzen
Die Heilige ist auch auf einem Dukaten von 1738 dargestellt. Die äußere Umschrift lautet „PRO DEO CAESARE & PATRIA“ mit der Jahreszahl „1738“. Die innere Umschrift „SANCTA WALBURGA“ bezieht sich auf die Heilige. Wie in der Heraldik steht sie hier auf einem Sockel mit Ölgefäß, Buch und Krummstab. Das Stifts- und Familienwappen auf dem Revers ist ein vierfeldriges mit vier Helmen behelmtes Wappen. Hinter dem Wappen finden sich ein Krummstab und ein Schwert. Dies weist auf das Bistum Eichstätt hin.
Der Sedisvakanztaler des Bistums Eichstätt zeigt als Zeichen der Verehrung die Schutzpatrone Willibald von Eichstätt und Walburgis auf den Wolken sitzend.